# Wilhelm Ernst Christiani
Wilhelm Ernst Christiani, född den 25 april 1731, död den 1 september 1793, var en holsteinsk historiker.
Christiani blev 1761 professor i Kiel, där han levde fram till sin död. Han skrev ett stort verk om Slesvig-Holsteins historia: Geschichte der Herzogthümer Schleswig und Holstein (4 band, 1775-79) och Geschichte der Herzogthümer unter dem Oldenburgischen Hause (2 band, 1781-84); det är ett pålitligt och grundligt arbete, som efter författarens död fortsattes av Hegewisch.